# Italia e Germania
Italia e Germania (in tedesco Italia und Germania) è un dipinto allegorico del 1828 di Friedrich Overbeck.
Il quadro, esposto alla Neue Pinakothek di Monaco (ma ne esistono altre versioni al Museo Georg Schäfer di Schweinfurt e alla Galerie Neue Meister di Dresda), intende simboleggiare l'amicizia dei due Paesi (o meglio, nazioni linguistico-culturali) attraverso la loro personificazione sotto le sembianze di due donne reciprocamente affettuose. Dal punto di vista storico dell'arte si riconduce allo stile dei Nazareni.

## Contesto storico-politico
All'epoca della creazione del dipinto, tanto l'Italia quanto la Germania costituivano  due nazioni geografico-culturali, fragmentate  politicamente in diversi Stati,  (v. Confederazione germanica e Risorgimento), che solo un cinquantennio più tardi si sarebbero unificate, almeno parzialmente (difatti sia alcuni territori italofoni sia qualche regione germanofona rimasero fuori dai due nuovi soggetti politici), negli Stati nazionali del Regno d'Italia (1861) e dell'Impero tedesco (1871).

## Descrizione
Il quadro mostra due giovani e belle donne sedute in terrazza su uno sfondo paesaggistico. La donna a sinistra (l'Italia) ha i capelli castani, gli occhi socchiusi e reca in capo una corona d'alloro, simbolo della sua cultura; quella a destra (la Germania), bionda e inghirlandata di fiori primaverili, con gli occhi aperti, si protende verso l'amica  tenendo la sua mano tra le sue. Entrambe hanno un'aria malinconica e si tengono per mano in atteggiamento amichevole, quasi affettuoso.
A sinistra lo sguardo coglie un tipico paesaggio italiano di coste rocciose con una chiesetta romanica, mentre a destra è riconoscibile una città tedesca torreggiante in stile gotico.

## Influenze
Il quadro rende omaggio alla stretta amicizia di Overbeck per il pittore francofortese Franz Pforr, morto ad Albano all'età di ventiquattro anni, e si rifà alle opere di quest'ultimo: lo schizzo Allegorie der Freundschaft (Allegoria dell'amicizia), del 1808, il testo letterario Sulamith und Maria e l'omonima tavola, del 1811.

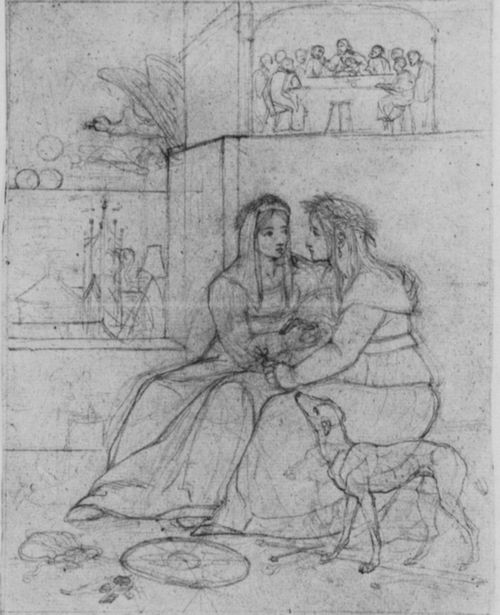
Franz Pforr, Allegorie der Freundschaft (1808)
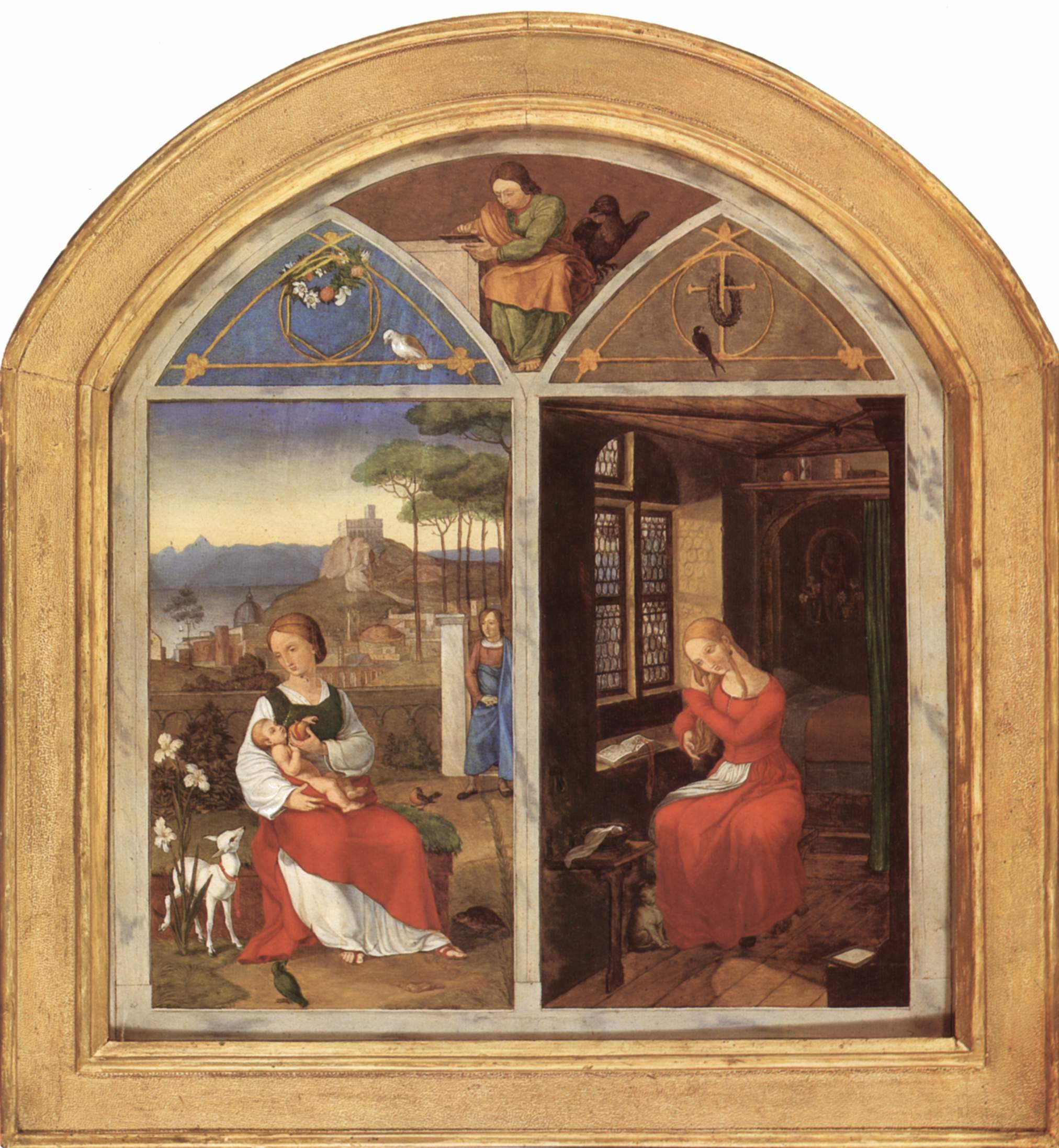
Franz Pforr, Sulamith und Maria
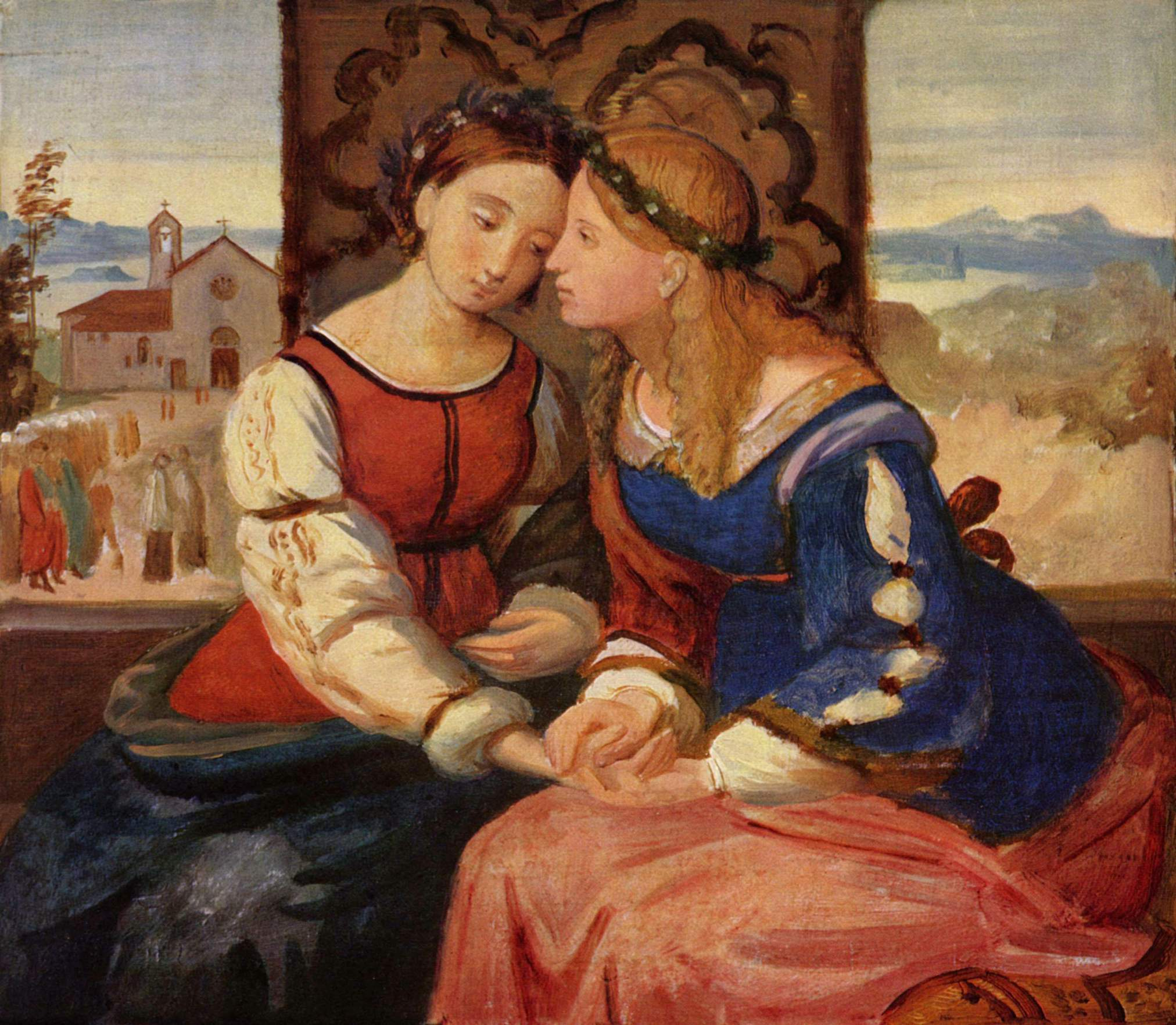
Friedrich Overbeck, Italia e Germania (Schweinfurt, Museo Georg Schäfer)
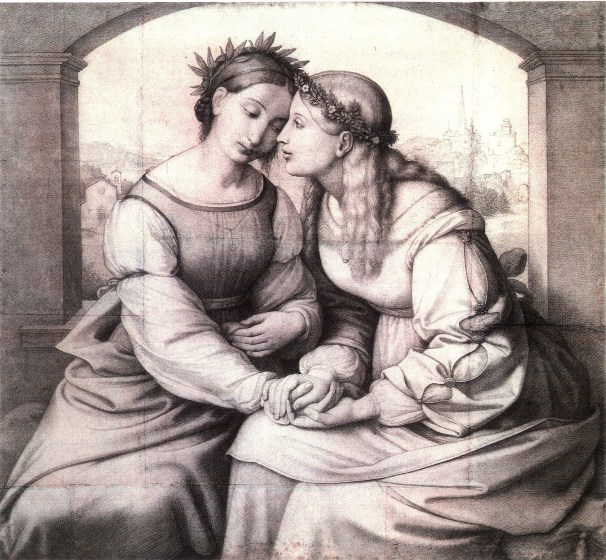
Friedrich Overbeck, studio preparatorio di Italia e Germania (cartone)

## Copia o seconda versione
Una copia del quadro si trova dal 1952 alla Galerie Neue Meister di Dresda. Viene considerata o una seconda versione dello stesso Overbeck, oppure, secondo l'opinione dominante, una copia di mano dell'amico Theodor Rehbenitz.

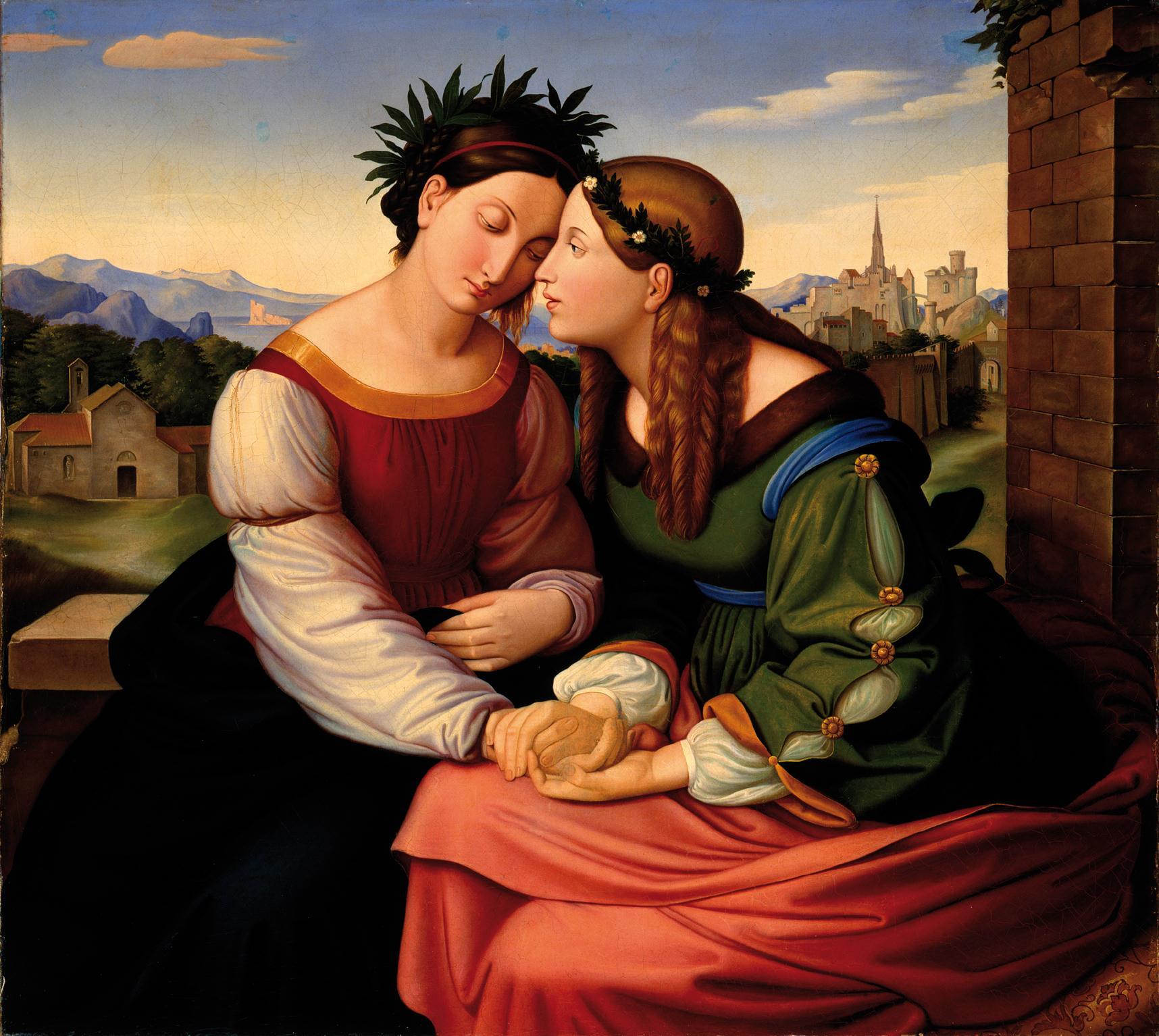
Theodor Rehbenitz, Italia e Germania (copia; Dresda, Gallerie Neue Meister)

## Ripresa del motivo

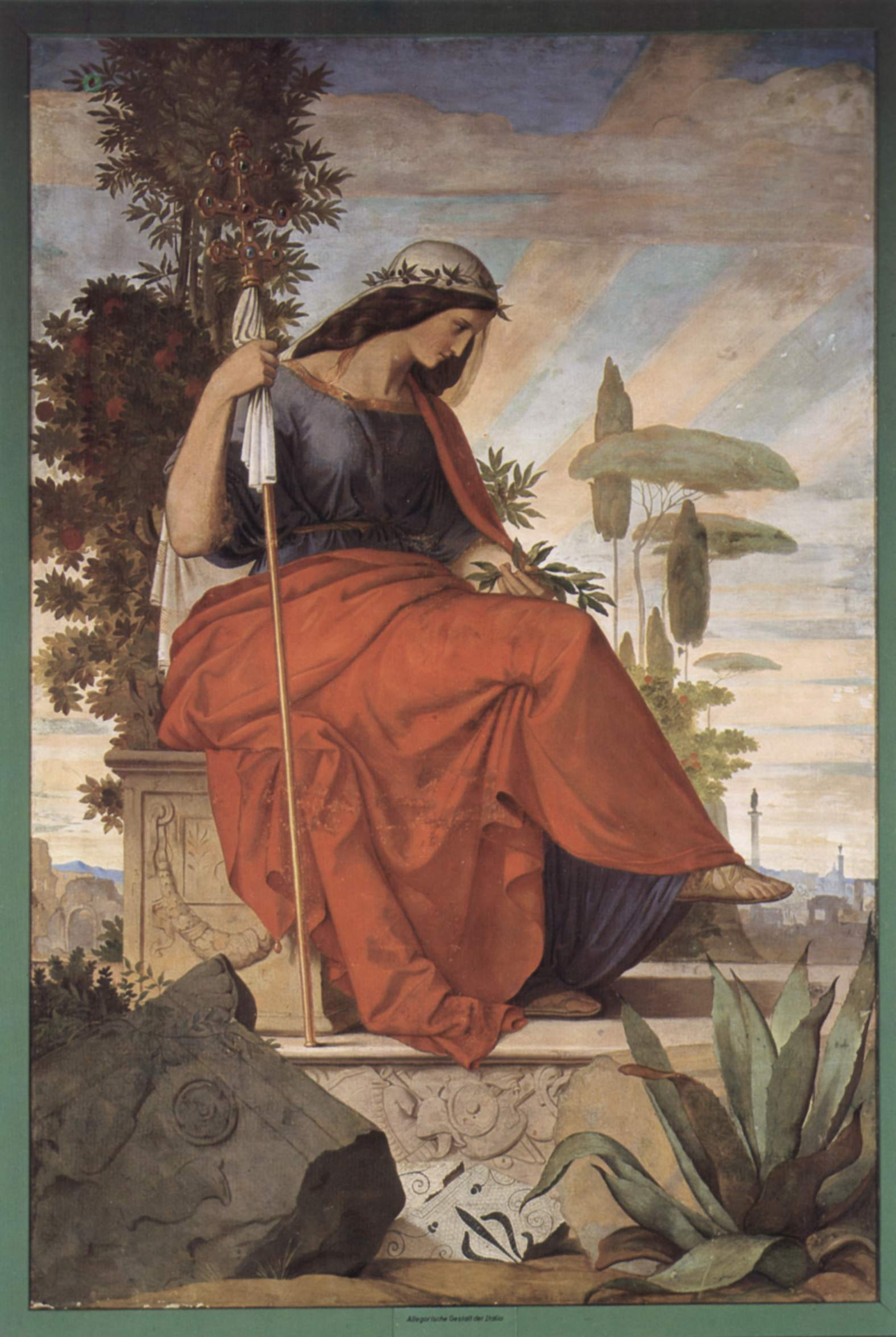
Philipp Veit, Italia (Francoforte, Städelsches Kunstinstitut)
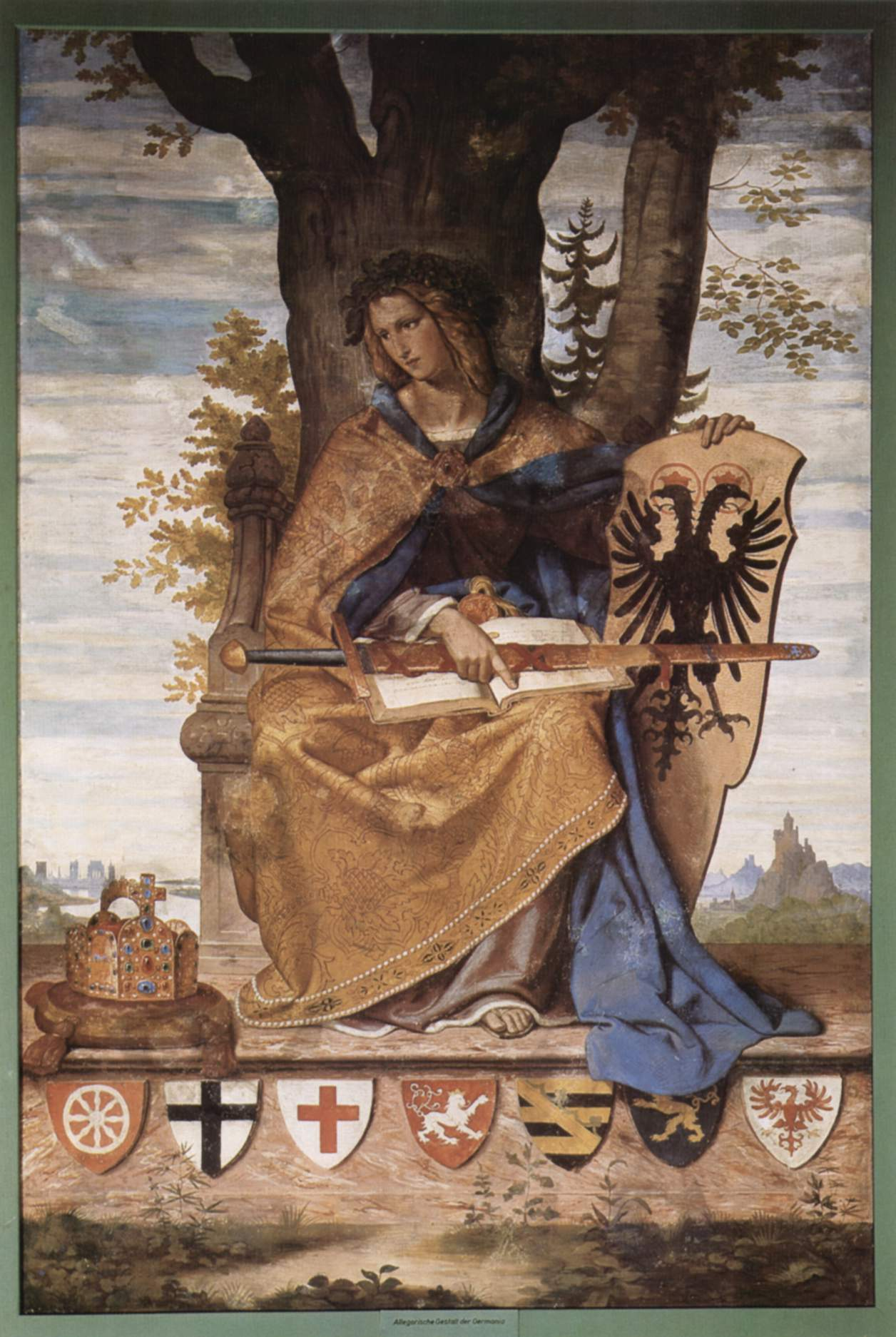
Philipp Veit, Germania (Francoforte, Städelsches Kunstinstitut)